# Sables-Spanish Rivers
Sables-Spanish Rivers est un canton canadien situé dans le district de Sudbury dans la province de l'Ontario au Canada.
Le canton tient son nom de deux rivières qui coulent sur son territoire, la rivière aux Sables et la rivière Spanish et qui ont leur confluence en ce lieu.
Le canton de Sables-Spanish Rivers contient trois communautés :
- Massey
- Walford
- Webbwood

## Démographie
| 2001  | 2006  | 2011  | 2016  |
| ----- | ----- | ----- | ----- |
| 3 245 | 3 237 | 3 075 | 3 188 |